# Округа департамента Сена и Марна
Во французский департамент Сена и Марна входят 5 округов:
- Мо (Meaux), состоящий из 8 кантонов и 128 коммун. Численность населения округа на 1999 год составляла 258.365 человек
- Мелён (Melun), состоящий из 10 кантонов и 91 коммуны. Численность населения округа на 1999 год составляла 334.950 человек
- Провен (Province), состоящий из 9 кантонов и 165 коммун. Численность населения на 1999 год составляла 112.020 человек
- Фонтенбло (Fontainbleau), состоящий из 6 кантонов и 87 коммун. Численность населения на 1999 год составляла 144.849 человек
- Торси (Torcy), состоящий из 10 кантонов и 43 коммун. Численность населения на 1999 год составляла 343.583 человека.